# لورنزو پاسکوالینی
لورنزو پاسکوالینی (انگلیسی: Lorenzo Pasqualini؛ زادهٔ ۱۹ اوت ۱۹۸۹) بازیکن فوتبال اهل ایتالیا است.
از باشگاه‌هایی که در آن بازی کرده‌است می‌توان به باشگاه فوتبال گوریتسا، باشگاه فوتبال آسکولی، باشگاه فوتبال پارما، باشگاه فوتبال سالرنیتانا، و باشگاه فوتبال کروتونه اشاره کرد.